# Monceau-lès-Leups
Monceau-lès-Leups é uma comuna francesa na região administrativa de Altos da França, no departamento de Aisne.